# Adaldag

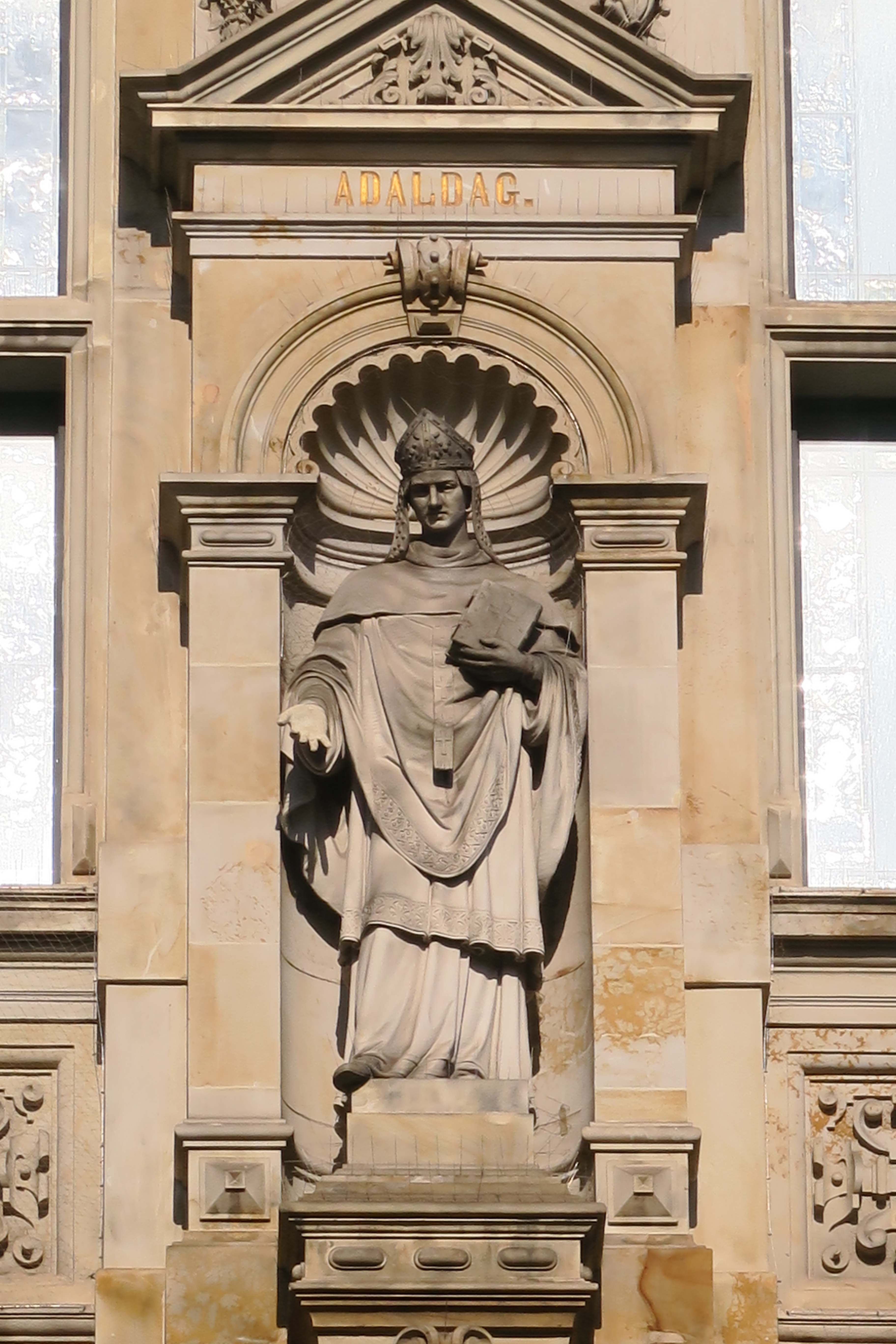
Adaldag-Statue von Friedrich Everding am Hamburger Rathaus

Adaldag, auch Adelgis oder Adelger, (* um 900; † 28. April 988 in Bremen) war ein Mönch des Benediktiner-Ordens und Erzbischof von Hamburg-Bremen von 937 bis 988.

## Leben
Adaldag stammte aus einer vornehmen sächsischen Familie. Durch seinen Lehrer und Verwandten Adalward von Verden gelangte er an den Hof Ottos I., wo er als Domherr in Hildesheim Mitglied der königlichen Kapelle war. Bevor er 937 zum Erzbischof von Hamburg-Bremen ernannt wurde, war er Kanzler des Königs.
Als Erzbischof von Hamburg-Bremen konnte er auf der Universalsynode von Ingelheim 948 die ersten Suffragane, nämlich Schleswig, Ripen und Aarhus, für sein Erzbistum erwerben. Um 968 wurde außerdem das Bistum Oldenburg dem Erzbistum Hamburg-Bremen unterstellt. Den Versuch des Erzbischofs Brun von Köln das Erzbistum Hamburg-Bremen wieder dem Erzbistum Köln zu unterstellen, konnte Adaldag abwehren und 966 die Immunität für sein Erzbistum erreichen. Dies stellte die endgültige Loslösung vom Erzbistum Köln sicher. In den neuen Suffraganen führte er die von seinen Vorgängern begonnene Mission weiter. Der Slawenaufstand von 983 machte aber viele Erfolge wieder zunichte.
Er begleitete Otto I. auf dessen zweiten Italienzug von 961 bis 965 und nahm dort an den beiden Konzilien teil, auf denen die Päpste Johannes XII. und Benedikt V. abgesetzt wurden. Der abgesetzte Papst Benedikt V. wurde Adaldag unterstellt und verbrachte, zum Diakon degradiert, seinen Lebensabend in Hamburg. Nach dem Tode Ottos I. stand Adaldag den Ottonen weiterhin sehr nahe. Aus Rom brachte er 965 die Reliquien von Cosmas und Damian, die bis 1649 im Bremer Dom verwahrt wurden, und auch die des Hl. Viktor und der Hl. Corona nach Bremen mit. Ein lange als Adaldagsiegel angesehener Stempel wird inzwischen dem Mainzer Erzbischof Erkanbald zugeordnet.
Adaldag wird als Heiliger verehrt, sein Gedenktag ist der 28. April.